# Salas (Droma)
Salas (en francès Salles-sous-Bois) és un municipi francès situat al departament de la Droma i a la regió d'Alvèrnia-Roine-Alps. L'any 2007 tenia 207 habitants.

## Demografia

### Població
El 2007 la població de fet de Salles-sous-Bois era de 207 persones. Hi havia 92 famílies de les quals 32 eren unipersonals (20 homes vivint sols i 12 dones vivint soles), 24 parelles sense fills, 28 parelles amb fills i 8 famílies monoparentals amb fills.
La població ha evolucionat segons el següent gràfic:
Habitants censats

### Habitatges
El 2007 hi havia 149 habitatges, 92 eren l'habitatge principal de la família, 50 eren segones residències i 7 estaven desocupats. 144 eren cases i 4 eren apartaments. Dels 92 habitatges principals, 73 estaven ocupats pels seus propietaris, 17 estaven llogats i ocupats pels llogaters i 2 estaven cedits a títol gratuït; 8 tenien dues cambres, 22 en tenien tres, 23 en tenien quatre i 38 en tenien cinc o més. 54 habitatges disposaven pel capbaix d'una plaça de pàrquing. A 41 habitatges hi havia un automòbil i a 47 n'hi havia dos o més.

### Piràmide de població
La piràmide de població per edats i sexe el 2009 era:
| Homes | Edats   | Dones |
| ----- | ------- | ----- |
| 0     | 95 o +  | 4     |
| 0     | 90 a 94 | 4     |
| 4     | 85 a 89 | 0     |
| 8     | 80 a 84 | 0     |
| 8     | 75 a 79 | 4     |
| 0     | 70 a 74 | 12    |
| 4     | 65 a 69 | 12    |
| 4     | 60 a 64 | 0     |
| 0     | 55 a 59 | 4     |
| 12    | 50 a 54 | 16    |
| 4     | 45 a 49 | 0     |
| 0     | 40 a 44 | 4     |
| 4     | 35 a 39 | 8     |
| 4     | 30 a 34 | 0     |
| 4     | 25 a 29 | 4     |
| 8     | 20 a 24 | 0     |
| 4     | 15 a 19 | 0     |
| 4     | 10 a 14 | 8     |
| 4     | 5 a 9   | 12    |
| 0     | 0 a 4   | 0     |

## Economia
El 2007 la població en edat de treballar era de 133 persones, 91 eren actives i 42 eren inactives. De les 91 persones actives 84 estaven ocupades (36 homes i 48 dones) i 7 estaven aturades (6 homes i 1 dona). De les 42 persones inactives 14 estaven jubilades, 11 estaven estudiant i 17 estaven classificades com a «altres inactius».

### Ingressos
El 2009 a Salles-sous-Bois hi havia 87 unitats fiscals que integraven 187 persones, la mediana anual d'ingressos fiscals per persona era de 17.716 €.

### Activitats econòmiques
Dels 8 establiments que hi havia el 2007, 2 eren d'empreses de fabricació d'altres productes industrials, 1 d'una empresa de construcció, 1 d'una empresa de comerç i reparació d'automòbils, 2 d'empreses de transport, 1 d'una empresa d'hostatgeria i restauració i 1 d'una entitat de l'administració pública.
L'any 2000 a Salles-sous-Bois hi havia 16 explotacions agrícoles que ocupaven un total de 108 hectàrees.

## Poblacions més properes
El següent diagrama mostra les poblacions més properes.